# Roma vista dal Vaticano
Roma vista dal Vaticano (Rome seen from the Vatican) è un dipinto a olio su tela (177×355,5 cm) del pittore inglese William Turner, realizzato nel 1820 e conservato al Tate Britain di Londra.

## Descrizione
La monumentale opera, realizzata da Turner dopo il viaggio del 1819-1820 in Italia, non intende tanto ricercare la veridicità storica, bensì si propone come un omaggio a Raffaello Sanzio in occasione del tricentenario della sua morte, che ricorreva proprio nel 1820. L'Urbinate, infatti, è ritratto in primo piano, in basso a destra, mentre prepara i dipinti per la decorazione della loggia vaticana: alla sua sinistra troviamo la sua leggendaria amante, la Fornarina, mentre tutt'intorno a loro sono cosparsi numerosissimi quadri. Tra le due ali dell'edificio vaticano si inserisce una veduta di piazza San Pietro, delimitato dal colonnato berniniano e da un palazzo dorato sulla sinistra. Sia il colonnato di Bernini che il palazzo (probabilmente il Palazzo Apostolico) non esistevano ancora ai tempi di Raffaello. La loro rappresentazione è il risultato di una licenza poetica usata da Turner. Oltre c'è la Città Eterna che si distende a perdita d'occhio, sfumando progressivamente in toni giallo-rosati e azzurri.
Con quest'opera Turner non solo opera un parallelismo tra sé stesso e Raffaello, artista universale, bensì intende anche dare una prova del suo virtuosismo pittorico, definendo i vari spazi con la forma geometrica dell'ellissi (che ricorre nel colonnato berniniano e nella cornice delle logge vaticane). Fondamentale in questo quadro è anche l'intervento del ricordo: l'opera, infatti, fu realizzata solo dopo il ritorno di Turner a Londra, anche se dopo due disegni preparatori, alcuni schizzi delle Logge e un disegno a penna e inchiostro. È proprio rielaborando a distanza di tempo queste annotazioni che Turner si anima di un nuovo vigore creativo, in quanto «implicava la creazione di un'immagine che non era soltanto vista, ma anche ricordata». In questo dipinto, infatti, l'Urbe sembra quasi uno scenario fantastico, ed è come se riaffiorasse lentamente dalla nebbia romantica dei ricordi: a creare quest'effetto concorrono soprattutto la luminosità diffusa, che inonda uniformemente la città con una luce gialla, calda e intensa, e il cielo di un azzurro liquido che si fa sempre più latteo quanto più s'approssima all'orizzonte.